# Seznam slovenskih pasem domačih živali
Seznam slovenskih pasem domačih živali vrsti slovenske lokalne pasme udomačenih živali. Sem sodijo vse tiste pasme domačih živali, ki so v Sloveniji lokalno prilagojene (avtohtone po svojem izvoru ali jih uvrščamo med tradicionalne pasme). Med slovenske avtohtone pasme domačih živali po širši klasifikaciji spada 15 (ali 16) pasem, medtem ko je tradicionalnih 13.
Slovenske avtohtone pasme so štajerska kokoš, bosanski planinski konj, lipicanski konj, posavski konj, slovenski hladnokrvni konj, cikasto govedo, krškopoljski prašič, belokranjska pramenka, bovška ovca, jezersko-solčavska ovca, istrska pramenka, oplemenjena jezersko-solčavska ovca, drežniška koza, kraški ovčar in kranjska čebela (ponekod je vključena tudi soška postrv). Med slovenske tradicionalne pasme sodijo slovenska grahasta kokoš, slovenska pozno operjena kokoš, slovenska rjava kokoš, slovenska srebrna kokoš, haflinški konj, ljutomerski kasač, lisasto govedo, rjavo govedo, slovenska landrace – linija 11, slovenska landrace – linija 55, slovenski veliki beli prašič, slovenska sanska koza in slovenska srnasta koza.

## Delitev slovenskih pasem
Slovenske pasme:
- Lokalne (lokalno prilagojene) pasme
  - Avtohtone pasme
  - Tradicionalne pasme
- Tujerodne pasme
  - Alohtone pasme
  - Eksotične pasme

## Avtohtone pasme
Med avtohtone pasme sodijo vse tiste pasme domačih živali, ki izvirajo iz slovenskega območja (so v preteklosti nastale na območju današnje Republike Slovenije) in o njihovem poreklu pričajo zgodovinski viri. Nekatere avtohtone pasme so čezmejne in so se razvijale v različnih državah, kar pomeni, da se jih lahko kot avtohtone priznava v več državah.
Med pogoje, ki opredeljujejo in določajo status avtohtone pasme, med drugim sodijo vodenje rodovniške knjige in vzpostavitev ustreznega pasemskega standarda ter nadziran in omejen vnos genov drugih pasem iste vrste. Vzrejo in s tem povezana opravila pasme se mora v selekcijskih knjigah spremljati vsaj pet generacij živali, da pasma zadosti minimalnim kriterijem. Pasma mora najprej imeti status tradicionalne pasme.

### Perutnina
| Ime             | Druga imena | Znanstveno ime           | Izvor                                                                                           | Število                          | Slika | Opombe |
| --------------- | --- | ------------------------ | ----------------------------------------------------------------------------------------------- | -------------------------------- | ----- | --- |
| Štajerska kokoš | Štajerka, štajarska kokoš, staroštajerka, staroštajerska kokoš, celjska kokoš, kmečka kokoš, štajerska kmečka kokoš, domača šopka, štajerska deželna kokoš, hasnovita štajerska kokoš, domačegrudna kokoš, sulmtaler, sulmdolka, sulmtalka, sulmska kokoš, sulmtalska kokoš | Gallus gallus domesticus | Slovenija (predvsem slovenska Štajerska med Muro in Savo) in avstrijska zvezna dežela Štajerska | Okrog 1650 v Sloveniji (l. 2020) |       | V osnovi so bile tri barvne različice: rdeča/rjava, bela in grahasta (kukavičja). Rdečo se dalje deli na jerebičasto, rdeče rjavo in rumenko ali pšenično kokoš. Ohranjenega je največ jerebičastega odtenka štajerke. |

### Konji
| Ime                        | Druga imena                                | Znanstveno ime | Izvor                                                         | Število                          | Slika | Opombe |
| -------------------------- | ------------------------------------------ | -------------- | ------------------------------------------------------------- | -------------------------------- | ----- | --- |
| Bosanski planinski konj    | Bosanski konj, planinski konj, domači konj | Equus caballus | Balkanski polotok, avtohtona pasma držav nekdanje Jugoslavije | Okrog 300 na svetu               |       | Najstarejša avtohtona pasma konj na Balkanskem polotoku. Bosanski planinski konj sprejet med avtohtone pasme v Sloveniji kljub nekaterim pomislekom. V Sloveniji naj bi se pasma prvič pojavila v 15. stoletju, ko je prišla z Uskoki. |
| Lipicanski konj            | Lipicanec                                  | Equus caballus | Lipica, slovenski Kras                                        | Okrog 1220 v Sloveniji (l. 2020) |       | Toplokrvni konj. Žrebeta so najprej vranci, rjavci in lisjaki, nakar z leti osivijo. |
| Posavski konj              | Posavec                                    | Equus caballus | Porečje Save, v glavnem Posavje                               | Okrog 1910 v Sloveniji (l. 2020) |       | Manjši hladnokrvni konj. Pojav spolne dvoličnosti; samci robustnejši od samic. |
| Slovenski hladnokrvni konj |                                            | Equus caballus | Severovzhodna Slovenija in Gorenjska                          | Okrog 3050 v Sloveniji (l. 2020) |       | Rjavi, lisičji ali črni hladnokrvni konj srednjega okvirja. |

### Govedo
| Ime            | Druga imena | Znanstveno ime | Izvor                                              | Število                          | Slika | Opombe                                                                   |
| -------------- | ----------- | -------------- | -------------------------------------------------- | -------------------------------- | ----- | ------------------------------------------------------------------------ |
| Cikasto govedo | Cika        | Bos taurus     | Severozahodna Slovenija (alpski predeli in Bohinj) | Okrog 5530 v Sloveniji (l. 2020) |       | Ločimo dve geografski podskupini, tolminsko in bohinjsko cikasto govedo. |

### Prašiči
| Ime                 | Druga imena                                                     | Znanstveno ime       | Izvor                                | Število                          | Slika | Opombe |
| ------------------- | --------------------------------------------------------------- | -------------------- | ------------------------------------ | -------------------------------- | ----- | --- |
| Krškopoljski prašič | Črnopasasti prašič, pasasti prašič, prekasti prašič, prekec, KP | Sus scrofa domestica | Dolenjska (predvsem jugovzhodni del) | Okrog 2530 v Sloveniji (l. 2020) |       | Pasma je še posebej prepoznavna po neprekinjenem rožnatem pasu, ki teče čez prašičeva pleča in prednje noge. Drugi deli telesa so črnikasti. |

### Ovce
| Ime                                 | Druga imena                                                         | Znanstveno ime | Izvor                                                                         | Število                                                                   | Slika | Opombe |
| ----------------------------------- | ------------------------------------------------------------------- | -------------- | ----------------------------------------------------------------------------- | ------------------------------------------------------------------------- | ----- | --- |
| Belokranjska pramenka               | Ovca BP                                                             | Ovis aries     | Ob reki Kolpi med Vinico, Adlešiči in Črnomljem (ime dobila po Beli krajini)  | Okrog 1135–1200 v Sloveniji (l. 2020)                                     |       | Večinoma črna ušesa, črnina (pike ali lise) tudi okoli oči in po nogah.                                                                        |
| Bovška ovca                         | Trentarka (v dolini Trente), ovca B                                 | Ovis aries     | Soška dolina, Bovec, Tolmin                                                   | Okrog 2930–3800 v Sloveniji (l. 2020)                                     |       | Bele ovce, pa tudi črnobele in rjave. |
| Istrska pramenka                    | Ovca IP, istrijanka, primorska ovca, ovca surove volne, kraška ovca | Ovis aries     | Kras in Istra                                                                 | Okrog 930–1100 v Sloveniji (l. 2020)                                      |       | Belo obarvane ovce, ki imajo črnikaste pike po glavi in trupu. Poznani tudi črni osebki. Značilnost te pasme so slabo poraščene noge.          |
| Jezersko-solčavska ovca             | Ovca JS                                                             | Ovis aries     | Vzhodni predeli slovenskih Alp                                                | Okrog 5150–15 000 v Sloveniji (l. 2020)                                   |       | Belo obarvane ovce jezersko-solčavske pasme imajo navadno potemnjen predel okrog oči in pod njimi (t.i. solza). Črnikaste so tudi konice ušes. |
| Oplemenjena jezersko-solčavska ovca | Ovca JSR                                                            | Ovis aries     | Posledica križanja slovenske jezersko-solčavske ovce z romanovsko ovčjo pasmo | Okrog 92 000 v Sloveniji (l. 2003), najštevilčnejša slovenska ovčja pasma |       | Bela volna, zaradi vpliva romanovske ovce se pojavljajo tudi temnejši osebki.                                                                  |

### Koze
| Ime            | Druga imena          | Znanstveno ime | Izvor                       | Število                             | Slika | Opombe                                                                       |
| -------------- | -------------------- | -------------- | --------------------------- | ----------------------------------- | ----- | ---------------------------------------------------------------------------- |
| Drežniška koza | Bovška koza, koza DR | Capra hircus   | Posočje (Bovec in Drežnica) | Okrog 880–900 v Sloveniji (l. 2020) |       | V preteklosti je bil v Bovcu rejen predvsem mlečni tip, v Drežnici pa mesni. |

### Psi
| Ime          | Druga imena             | Znastveno ime    | Izvor | Število                         | Slika | Opombe                                                                        |
| ------------ | ----------------------- | ---------------- | ----- | ------------------------------- | ----- | ----------------------------------------------------------------------------- |
| Kraški ovčar | Kraševec, ilirski ovčar | Canis familiaris | Kras  | Okrog 820 v Sloveniji (l. 2020) |       | Prvotno pastirska pasma. Spada med molosoidne pasme psov (druga skupina FCI). |

V preteklosti so slovenski kinologi pomembno prispevali k vzreji treh dodatnih jugoslovanskih pasjih pasem, ki jih je Mednarodna kinološka zveza prisodila Hrvaški in Črni gori. Mednje sodijo črnogorski planinski gonič (planinski gonič ali koroški žigec), ki sedaj pripada Črni gori, in posavski ter istrski (resasti in kratkodlaki) gonič – oba v lasti Hrvaške.

### Drugo
| Ime             | Druga imena                                                              | Znastveno ime          | Izvor    | Število                                                                                     | Slika | Opombe                                                                            |
| --------------- | ------------------------------------------------------------------------ | ---------------------- | -------- | ------------------------------------------------------------------------------------------- | ----- | --------------------------------------------------------------------------------- |
| Kranjska čebela | Kranjska sivka, kranjica, koroška čebela, karnika, noriška čebela, sivka | Apis mellifera carnica | Kranjska | Okrog 12 500 čebelnjakov, 40 000 čistopasemskih matic in 90 000 čebeljih družin v Sloveniji |       | Kranjska sivka ima status podvrste medonosne čebele. Obravnava se tudi kot pasma. |

Po nekaterih klasifikacijah med nabor slovenskih avtohtonih pasem sodi tudi soška postrv (Salmo marmoratus).
| Ime          | Druga imena | Znanstveno ime                            | Izvor                                       | Število | Slika | Opombe |
| ------------ | ----------- | ----------------------------------------- | ------------------------------------------- | ------- | ----- | --- |
| Soška postrv |             | Salmo marmoratus/ Salmo trutta marmoratus | Endemit jadranskega porečja (predvsem Soča) |         |       | Ločimo dva različno obarvana tipa; postrvi tipa Zadlaščica so marmorirane, pri tipu Idrijca so ribe marmorirane in imajo rdeče pege ter pike, ki so navadno zgoščene na predelu ribje pobočnice. |

## Tradicionalne pasme
Slovenska tradicionalna pasma se od avtohtone razlikuje po tem, da v osnovi ni nastala na Slovenskem (po svojem poreklu je tuja), a se jo kljub temu v slovenskih pokrajinah goji že dovolj dolgo.
Uradni list RS, št. 77/04, z naslovom Seznam avtohtonih in tradicionalnih pasem domačih živali, določa, da med slovenske tradicionalne pasme prištevamo vse tiste tuje pasme živali, ki jih slovenski rejci neprekinjeno gojijo in selekcionirajo ter nadzorujejo vsaj trideset let (velja za perutnino, prašiče, ovce, koze in govedo) oziroma petdeset let (preostale vrste). Za tovrstne pasme more biti dostopna slovenska rejska dokumentacija, ki dokazuje, da se vzrejo pasme in s tem povezana opravila spremlja že vsaj pet generacij živali.
Med dodatne pogoje spada tudi zahtevek po ustreznem poimenovanju tradicionalne pasme; ta mora namreč v svojem domačem imenu vključevati besedo »slovenska» (-i, -o) ali kakšno drugo ime slovenskega kraja.

### Perutnina
| Ime                            | Druga imena | Znanstveno ime           | Izvor                                                                        | Število                          | Slika | Opombe |
| ------------------------------ | ----------- | ------------------------ | ---------------------------------------------------------------------------- | -------------------------------- | ----- | --- |
| Slovenska grahasta kokoš       | SGK         | Gallus gallus domesticus | Vzrejena na Oddelku za zootehniko, BF UL, iz grahaste in bele plimutke       | Okrog 1270 v Sloveniji (l. 2020) |       | Služi proizvodnji komercialnih kokoši. Rezultat križanja kokoši slovenske grahaste kokoši s petelinom slovenske rjave kokoši je t. i. prelux črna (prelux-Č). Prelux grahasta (prelux-G) je rezultat parjenja petelina slovenske grahaste kokoši in kokoši slovenske rjave kokoši. Predvsem prireja jajc (lahka pasma). |
| Slovenska pozno operjena kokoš | SPOK        | Gallus gallus domesticus | Vzrejena na Oddelku za zootehniko, BF UL, iz ameriške bele plimutke          | Okrog 340 v Sloveniji (l. 2020)  |       | Služi proizvodnji pitovnih piščancev (prelux-BRO) – brojlerjev. Pasma težkega tipa. |
| Slovenska rjava kokoš          | SRK         | Gallus gallus domesticus | Vzrejena na Oddelku za zootehniko, BF UL, iz ameriške kokoši pasme rodajland | Okrog 2910 v Sloveniji (l. 2020) |       | Služi proizvodnji komercialnih kokoši. Rezultat križanja kokoši slovenske srebrne kokoši s petelinom slovenske rjave kokoši je t. i. prelux rjava (prelux-R). Prelux grahasta (prelux-G) je rezultat parjenja petelina slovenske grahaste kokoši in kokoši slovenske rjave kokoši. Rezultat križanja kokoši slovenske grahaste kokoši s petelinom slovenske rjave kokoši je t. i. prelux črna (prelux-Č). Predvsem prireja jajc (lahka pasma). |
| Slovenska srebrna kokoš        | SSK         | Gallus gallus domesticus | Vzrejena na Oddelku za zootehniko, BF UL, iz več zarodnikov                  | Okrog 920 v Sloveniji (l. 2020)  |       | Služi proizvodnji komercialnih kokoši. Rezultat križanja kokoši slovenske srebrne kokoši s petelinom slovenske rjave kokoši je t. i. prelux rjava (prelux-R). Predvsem prireja jajc (lahka pasma). |

Nekdaj sta se med slovenske tradicionalne pasme perutnine uvrščali tudi dve dodatni pasmi težkega tipa, slovenska zgodaj operjena kokoš in slovenska pitovna kokoš. V letu 2013 so ti dve mesni kokoši zaradi finančnega primanjkljaja na področju selekcije odstranili iz seznama težkih lokalno prilagojenih kokošjih pasem, kjer je danes zavedena le slovenska pozno operjena kokoš.

### Konji
| Ime               | Druga imena | Znanstveno ime | Izvor    | Število                                                              | Slika | Opombe |
| ----------------- | ----------- | -------------- | -------- | -------------------------------------------------------------------- | ----- | --- |
| Haflinški konj    | Haflinger   | Equus caballus | Tirolska | Okrog 300 000 živali po celem svetu, v Sloveniji okrog 570 (l. 2020) |       | Pasma je nastala s križanjem arabskih žrebcev in alpskih tovornih kobil.                                                      |
| Ljutomerski kasač | Ljutomerec  | Equus caballus | Ljutomer | Okrog 400 v Sloveniji (l. 2020)                                      |       | Po mnenju nekaterih strokovnjakov naj bi ljutomerski kasač izpolnjeval pogoje za pridobitev naziva slovenske avtohtone pasme. |

### Govedo
| Ime            | Druga imena                                     | Znanstveno ime | Izvor                                                            | Število                               | Slika | Opombe                                                                   |
| -------------- | ----------------------------------------------- | -------------- | ---------------------------------------------------------------- | ------------------------------------- | ----- | ------------------------------------------------------------------------ |
| Lisasto govedo |                                                 | Bos taurus     | Zahodna Švica, iz švicarskega simentalskega goveda               | Več kot 200 000 v Sloveniji (l. 2020) |       | Tipične rjave krave z belimi lisami.                                     |
| Rjavo govedo   | Slovensko rjavo govedo, sivka, sivorjavo govedo | Bos taurus     | Švica, avstrijski deželi Vorarlberg in Tirolska, nemška Bavarska | Okrog 23 000 v Sloveniji (l. 2020)    |       | Rjava do siva krava mlekarica. Značilnost te pasme je izrazit prsni koš. |

### Prašiči
| Ime                            | Druga imena                                                                            | Znanstveno ime       | Izvor                       | Število                          | Slika | Opombe                                                     |
| ------------------------------ | -------------------------------------------------------------------------------------- | -------------------- | --------------------------- | -------------------------------- | ----- | ---------------------------------------------------------- |
| Slovenska landrace – linija 11 | Slovenski landrace linija 11, švedska landrace, švedska landras                        | Sus scrofa domestica | Švedska, Norveška in Danska | Okrog 4890 v Sloveniji (l. 2020) |       | Srednje veliki prašiči bele barve, namenjeni prireji mesa. |
| Slovenska landrace – linija 55 | Nemška landrace, nemška landras                                                        | Sus scrofa domestica | Nemčija                     | Okrog 45 v Sloveniji (l. 2020)   |       | Značilna po svoji visoki rastni zmogljivosti.              |
| Slovenski veliki beli prašič   | Large white, Yorkshire, Edelschwein, veliki jorkšir, slovenska velika bela (linija 22) | Sus scrofa domestica | Velika Britanija            | Okrog 870 v Sloveniji (l. 2020)  |       | Bela pasma velikih prašičev.                               |

### Koze
| Ime                    | Druga imena | Znanstveno ime | Izvor                 | Število                                                                   | Slika | Opombe |
| ---------------------- | ----------- | -------------- | --------------------- | ------------------------------------------------------------------------- | ----- | --- |
| Slovenska sanska koza  | Koza SA     | Capra hircus   | Dolina Saanen v Švici | Okrog 4700 v Sloveniji (l. 2003)                                          |       | Bela pasma, nastala s križanjem domačih koz (domača križana koza in bela balkanska koza) s švicarsko sansko kozo.                                                        |
| Slovenska srnasta koza | Koza SR     | Capra hircus   | Alpe                  | Okrog 15 800 v Sloveniji (l. 2003), najštevilčnejša pasma koz v Sloveniji |       | Koze so oplemenjevali s srnastimi pasmami Nemčije in Francije. Raznobarvne živali; vse od sive do svetlih in temnih rjavih odtenkov. Na hrbtu je velikokrat črna linija. |